# South Hill (Washington)
South Hill az Amerikai Egyesült Államok északnyugati részén, Washington állam Pierce megyéjében elhelyezkedő statisztikai település. A 2010. évi népszámlálási adatok alapján 52 431 lakosa van.
1998-ban népszavazást tartottak a várossá alakulásról (az új település neve Southview lett volna), de a javaslat elbukott.

## Népesség
A település népességének változása:
| Lakosok száma | 7035 | 12 693 | 31 623 | 52 431 | 64 708 |
|               | 1980 | 1990   | 2000   | 2010   | 2020   |

## Oktatás
South Hill iskoláinak fenntartója a Puyallupi Tankerület.

## Nevezetes személyek
- Brandon Gibson, amerikaifutball-játékos és kosárlabdázó[6]
- Megan Jendrick (lánykori nevén Megan Quann), úszó[7]
- Melanie Stambaugh, politikus[8]
- Nathan Chapman, az első amerikai katona, aki meghalt az afganisztáni háborúban[9]

## Fordítás
- Ez a szócikk részben vagy egészben  a   South Hill, Washington című angol Wikipédia-szócikk ezen változatának fordításán alapul.  Az eredeti cikk szerkesztőit annak laptörténete sorolja fel. Ez a jelzés csupán a megfogalmazás eredetét és a szerzői jogokat jelzi, nem szolgál a cikkben szereplő információk forrásmegjelöléseként.